# Colchicum cilicicum
Colchicum cilicicum és una espècie vegetal de la família Colchicaceae. Correspon a una planta bulbosa i perenne amb flors de color rosa intens que apareixen a finals d'estiu. És visible el fenomen de la tessel·lació amb patrons de figures que recobreixen els pètals i amb una franja blanca molt notable al centre de cada pètal, que li dona una aparença estel·lar a la base. Les flors tendeixen a aguantar més temps obertes que altres flors de Colchicum i per això s'utilitza en horticultura. Aquesta espècie és pròpia de Turquia i Síria i, de fet, l'etimologia de l'epítet específic -cilicicum- fa esment a una regió de Turquia.
Sovint es troba cultivat sota el sinònim de Colchicum tenorei i va guanyar el Award of Garden Merit de la Royal Horticultural Society.